# هیدئو یوشیزاوا
هیدئو یوشیزاوا (ژاپنی: 吉澤 英生؛ زادهٔ ۱۰ آوریل ۱۹۷۲) یک بازیکن فوتبال اهل ژاپن است.
هیدئو یوشیزاوا در تیم‌هایی همچون باشگاه فوتبال گاینار توتوری مربی‌گری کرده‌است.